# Richard Rodríguez
Richard Andrés Rodríguez Alvez (ur. 13 lipca 1992 w Toledo) – nikaraguański piłkarz pochodzenia urugwajskiego występujący na pozycji defensywnego pomocnika lub lewego obrońcy, reprezentant Nikaragui, od 2024 roku zawodnik Diriangén.
W 2019 roku otrzymał nikaraguańskie obywatelstwo i rozpoczął występy w reprezentacji Nikaragui. W czerwcu 2023 CONCACAF wykluczył Nikaraguę z udziału w Złotym Pucharze CONCACAF ze względu na wystawienie Rodrígueza w poprzednich meczach, gdyż zawodnik nie spełnił żadnego z trzech wymogów FIFA dotyczących naturalizowanych piłkarzy (nie urodził się w Nikaragui, żadne z jego rodziców nie urodziło się w Nikaragui oraz nie zamieszkiwał w tym kraju nieprzerwanych pięciu lat po ukończeniu osiemnastego roku życia).